# キキ・ベルテンス
キキ・ベルテンス（Kiki Bertens, 1991年12月10日 - ）は、オランダ・ヴァーテリンゲン出身の女子プロテニス選手。2016年の全仏オープン女子シングルスでベスト4に入った選手である。WTAツアーでシングルス10勝、ダブルス10勝を挙げた。身長182cm、体重74kg。右利き、バックハンド・ストロークは両手打ち。WTAランキング最高位はシングルス4位、ダブルス16位。

## 来歴
ベルテンスは6歳でテニスを始め、2009年にプロに転向。
2012年4月のモロッコ・フェズ大会では予選から勝ち上がり決勝に進出した。決勝ではラウラ・ポウス・ティオを 7–5, 6–0 で破りWTAツアー初優勝を果たした。
4大大会では2012年全仏オープンで初出場した。1回戦でクリスティナ・マクヘールに 6-2, 4-6, 4-6 で敗れた。ウィンブルドンでは1回戦で第19シードのルーシー・サファロバを 6–3, 6–0 で破り初戦を突破した。
2014年全仏オープンでは予選から勝ち上がり4回戦に進出した。4回戦でアンドレア・ペトコビッチに 6-1, 2-6, 5-7 で敗れた。
2016年5月のニュルンベルク・カップではツアー2度目の決勝に進出した。決勝でマリアナ・デュケ＝マリノを 6–2, 6–2 で破り4年ぶりのツアー2勝目を挙げた。続く全仏オープンでは1回戦で第3シードのアンゲリク・ケルバーを 6-2, 3-6, 6-3 で破る殊勲を挙げた。勢いに乗って勝ち進み4大大会で初めてのベスト8に進出した。準々決勝ではティメア・バシンスキーを 7–5, 6–2 で破りベスト4に進出した。準決勝では第1シードのセリーナ・ウィリアムズに 6–7, 4–6 で敗れた。2016年8月のリオ五輪で初めてのオリンピックに出場したがシングルス1回戦でサラ・エラニに 6-4, 4-6, 3-6 で敗れ初戦で敗退した。
ベルテンスは2011年よりフェドカップにオランダ代表として出場している。2016年2月のフェドカップでワールドグループ1回戦でロシアと対戦し、シングルスでスベトラーナ・クズネツォワとエカテリーナ・マカロワを破りオランダの勝利に貢献した。4月の準決勝ではフランスのキャロリン・ガルシアとクリスティナ・ムラデノビッチをシングルスで破ったが2勝2敗で迎えた最後のダブルスで敗れて決勝進出を逃した。
2018年は4月にプレミア大会のボルボ・カーズ・オープンで優勝した。2018年ウィンブルドンではシングルスでベスト8に進出し準々決勝でユリア・ゲルゲスに 6-3, 5-7, 1-6 で敗れた。2018年8月のウエスタン・アンド・サザン・オープンでは決勝で世界ランキング1位のシモナ・ハレプを 2–6, 7–6(6), 6–2 で破り、初めてハードコート大会で優勝した。最終戦のWTAファイナルズにも出場しベスト4に進出した。2018年10月22日付でシングルス9位を記録し、2018年のWTAアワード最も上達した選手賞を受賞している。
ダブルスではスウェーデンのヨハンナ・ラーションと組むことが多くラーションとのペアでWTAツアー9勝を挙げている。4大大会でも2015年全豪オープンと2016年全仏オープンでベスト8に進出している。2017年のWTAファイナルにも出場し決勝でティメア・バボシュ＆アンドレア・フラバーチコバ組に 6–4, 4–6, [5–10] で敗れ準優勝した。
2019年は2月のサンクトペテルブルク・レディース・トロフィーでは決勝で第8シードのドナ・ベキッチを7-6(2), 6-4 で破り優勝した。5月のムチュア・マドリード・オープンでは全試合をストレートで勝ち上がっていくと、決勝でも第3シードのシモナ・ハレプを6-4, 6-4 で破り、去年準優勝の雪辱を果たすとともに、プレミア・マンダトリーで初優勝を飾った。2019年5月13日付のランキングで自己最高の4位を記録した。
2020年2月のサンクトペテルブルク・レディース・トロフィーでエレーナ・リバキナを 6–1, 6–3 で破りシングルスツアー10勝目を挙げた。これが最後の優勝になった。
ベルテンスは2021年の東京五輪を最後に29歳で現役を引退した。

## WTAツアー決勝進出結果

### シングルス: 15回 (10勝5敗)
| 大会グレード                  |
| ----------------------------- |
| グランドスラム (0–0)          |
| WTAファイナルズ (0–0)         |
| プレミア・マンダトリー (1–1)  |
| プレミア5 (1-0)               |
| WTAエリート・トロフィー (0-1) |
| プレミア (3-0)                |
| インターナショナル (5–3)      |

| 結果   | No. | 決勝日         | 大会                 | サーフェス    | 対戦相手                 | スコア           |
| ------ | --- | -------------- | -------------------- | ------------- | ------------------------ | ---------------- |
| 優勝   | 1.  | 2012年4月28日  | フェズ               | クレー        | ラウラ・ポウス・ティオ   | 7–5, 6–0         |
| 優勝   | 2.  | 2016年5月21日  | ニュルンベルク       | クレー        | マリアナ・デュケ＝マリノ | 6–2, 6–2         |
| 準優勝 | 1.  | 2016年7月17日  | グシュタード         | クレー        | ビクトリヤ・ゴルビッチ   | 6–4, 3–6, 4–6    |
| 優勝   | 3.  | 2017年5月27日  | ニュルンベルク       | クレー        | バルボラ・クレシコバ     | 6–2, 6–1         |
| 優勝   | 4.  | 2017年7月23日  | グシュタード         | クレー        | アネット・コンタベイト   | 6–4, 3–6, 6–1    |
| 優勝   | 5.  | 2018年4月8日   | チャールストン       | クレー        | ユリア・ゲルゲス         | 6–2, 6–1         |
| 準優勝 | 2.  | 2018年5月12日  | マドリード           | クレー        | ペトラ・クビトバ         | 6–7(6), 6–4, 3–6 |
| 優勝   | 6.  | 2018年8月19日  | シンシナティ         | ハード        | シモナ・ハレプ           | 2–6, 7–6(6), 6–2 |
| 優勝   | 7.  | 2018年9月23日  | ソウル               | ハード        | アイラ・トムリャノビッチ | 7–6(2), 4–6, 6–2 |
| 優勝   | 8.  | 2019年2月3日   | サンクトペテルブルク | ハード (室内) | ドナ・ベキッチ           | 7-6(2), 6-4      |
| 優勝   | 9.  | 2019年5月11日  | マドリード           | クレー        | シモナ・ハレプ           | 6–4, 6–4         |
| 準優勝 | 3.  | 2019年6月16日  | スヘルトーヘンボス   | 芝            | アリソン・リスク         | 6–0, 6–7(3), 5–7 |
| 準優勝 | 4.  | 2019年7月28日  | パレルモ             | クレー        | ジル・タイヒマン         | 6–7(3), 2–6      |
| 準優勝 | 5.  | 2019年10月27日 | 珠海                 | ハード        | アリーナ・サバレンカ     | 4–6, 2-6         |
| 優勝   | 10. | 2020年2月16日  | サンクトペテルブルク | ハード (室内) | エレーナ・リバキナ       | 6–1, 6–3         |

### ダブルス: 16回 (10勝6敗)
| 結果   | No. | 決勝日         | 大会               | サーフェス    | パートナー               | 対戦相手                                                      | スコア              |
| ------ | --- | -------------- | ------------------ | ------------- | ------------------------ | ------------------------------------------------------------- | ------------------- |
| 優勝   | 1.  | 2015年1月17日  | ホバート           | ハード        | ヨハンナ・ラーション     | ビタリア・ディアチェンコ モニカ・ニクレスク                   | 7–5, 6–3            |
| 優勝   | 2.  | 2015年7月19日  | ボースタード       | クレー        | ヨハンナ・ラーション     | タチアナ・マリア オリガ・サブチュク                           | 7–5, 6–4            |
| 準優勝 | 1.  | 2015年9月27日  | ソウル             | ハード        | ヨハンナ・ラーション     | ララ・アルアバレナ アンドレヤ・クレパーチ                     | 6–2, 3–6, [6–10]    |
| 準優勝 | 2.  | 2016年2月27日  | アカプルコ         | ハード        | ヨハンナ・ラーション     | アナベル・メディナ・ガリゲス アランチャ・パラ・サントンハ     | 0–6, 4–6            |
| 優勝   | 3.  | 2016年5月21日  | ニュルンベルク     | クレー        | ヨハンナ・ラーション     | 青山修子 レナタ・ボラコバ                                     | 6–3, 6–4            |
| 優勝   | 4.  | 2016年10月16日 | リンツ             | ハード (室内) | ヨハンナ・ラーション     | アンナ＝レナ・グローネフェルト クベタ・ペシュケ               | 4–6, 6–2, [10–7]    |
| 優勝   | 5.  | 2016年10月22日 | ルクセンブルク     | ハード (室内) | ヨハンナ・ラーション     | モニカ・ニクレスク パトリシア・マリア・ティグ                 | 4–6, 7–5, [11–9]    |
| 優勝   | 6.  | 2017年1月7日   | オークランド       | ハード        | ヨハンナ・ラーション     | デミ・シュース レナタ・ボラコバ                               | 6–2, 6–2            |
| 準優勝 | 3.  | 2017年6月17日  | スヘルトーヘンボス | 芝            | デミ・シュールス         | ドミニカ・チブルコバ キルステン・フリプケンス                 | 6–4, 4–6, [6–10]    |
| 優勝   | 7.  | 2017年7月23日  | グシュタード       | クレー        | ヨハンナ・ラーション     | ビクトリヤ・ゴルビッチ ニナ・ストヤノビッチ                   | 7–6(4), 4–6, [10–7] |
| 優勝   | 8.  | 2017年9月24日  | ソウル             | ハード        | ヨハンナ・ラーション     | ルクシカ・クムクム ペアングタルン・プリプエチ                 | 6–4, 6–1            |
| 優勝   | 9.  | 2017年10月16日 | リンツ             | ハード (室内) | ヨハンナ・ラーション     | ナテラ・ザラミズ クセーニャ・クノル                           | 3–6, 6–3, [10–4]    |
| 準優勝 | 4.  | 2017年10月29日 | シンガポール       | ハード (室内) | ヨハンナ・ラーション     | ティメア・バボシュ アンドレア・フラバーチコバ                 | 6–4, 4–6, [5–10]    |
| 優勝   | 10. | 2018年1月6日   | ブリスベン         | ハード        | デミ・シュールス         | アンドレヤ・クレパーチ マリア・ホセ・マルティネス・サンチェス | 7–5, 6–2            |
| 準優勝 | 5.  | 2018年6月16日  | スヘルトーヘンボス | 芝            | キルステン・フリプケンス | デミ・シュールス エリーズ・メルテンス                         | 3–3, 途中棄権       |
| 準優勝 | 6.  | 2020年1月12日  | ブリスベン         | ハード        | アシュリー・バーティ     | 謝淑薇 バルボラ・ストリコバ                                   | 6-3, 6–7(7), [8–10] |

## 4大大会シングルス成績
略語の説明
| W | F | SF | QF | #R | RR | Q# | LQ | A | Z# | PO | G | S | B | NMS | P | NH |

W=優勝, F=準優勝, SF=ベスト4, QF=ベスト8, #R=#回戦敗退, RR=ラウンドロビン敗退, Q#=予選#回戦敗退, LQ=予選敗退, A=大会不参加, Z#=デビスカップ/BJKカップ地域ゾーン, PO=デビスカップ/BJKカッププレーオフ, G=オリンピック金メダル, S=オリンピック銀メダル, B=オリンピック銅メダル, NMS=マスターズシリーズから降格, P=開催延期, NH=開催なし.
| 大会           | 2011 | 2012 | 2013 | 2014 | 2015 | 2016 | 2017 | 2018 | 2019 | 2020 | 2021 | 通算成績 |
| -------------- | ---- | ---- | ---- | ---- | ---- | ---- | ---- | ---- | ---- | ---- | ---- | -------- |
| 全豪オープン   | A    | LQ   | 1R   | 1R   | 2R   | 1R   | 1R   | 3R   | 2R   | 4R   | A    | 7–8      |
| 全仏オープン   | LQ   | 1R   | 1R   | 4R   | 1R   | SF   | 2R   | 3R   | 2R   | 4R   | 1R   | 15–10    |
| ウィンブルドン | A    | 2R   | 1R   | LQ   | 1R   | 3R   | 1R   | QF   | 3R   | NH   | 1R   | 9–8      |
| 全米オープン   | LQ   | 2R   | 1R   | 1R   | 2R   | 1R   | 1R   | 3R   | 3R   | A    | A    | 6–8      |